# Huicheng
Huicheng  léase Juéi-Cheng (en chino simplificado, 惠城区; pinyin, Huìchéng qū)  es un distrito urbano bajo la administración directa de la ciudad-prefectura de Huizhou. Se ubica al este de la provincia de Cantón, en el sur de la República Popular China. Su área es de 1488 km² y su población total para 2018 fue más de 1,6 millones de habitantes.

## Administración
El distrito de Huicheng  se divide en 18 pueblos que se administran en 8 subdistritos y 10 poblados.